# Sharon Taylor
Sharon Taylor (ur. 29 października 1982) – australijska judoczka.
Startowała w Pucharze Świata w 2012. Zdobyła cztery medale mistrzostw Oceanii w latach 2002 - 2013. Brązowa medalistka mistrzostw Wspólnoty Narodów w 2004. Mistrzyni Australii w 2004, 2010 i 2011 roku.